# محمدآباد (دهج)
محمدآباد، دهج روستایی در دهستان دهج، بخش دهج، شهرستان شهربابک در استان کرمان است.
جمعیت این روستا در سال ۱۳۸۵، ۲۱ نفر بوده است.